# Christopher Kirwan
Christopher A. Kirwan (* 20. Jh.) ist ein britischer Philosophiehistoriker auf dem Gebiet der antiken Philosophie.
Kirwan war von 1961 bis 2000 Tutor in Philosophie am Exeter College, Oxford. Dort hatte er dreimal die Stellung des Senior Tutor inne (1978–1980, 1986–1991, 1997–2000). 2000 wurde er Emeritus Fellow. Von 1957 bis 1958 war er Visiting Fellow an der Princeton University.
Kirwan hat zur Metaphysik des Aristoteles und zu Augustinus veröffentlicht.

## Schriften (Auswahl)
- Aristotle, Metaphysics: Books Γ, Δ, and Ε. Translated with notes by Christopher Kirwan (Clarendon Aristotle Series). Oxford University Press, Oxford 1971, second edition 1993, Nachdruck 2003, 2020.
- Logic and argument. Duckworth, London 1978.
- Vorwort in: Notes on the book Zeta of Aristotle’s Metaphysics being the record by Myles Burnyeat and others of a seminar held in London, 1975–1979. Preface from Christopher A. Kirwan, 1979. Oxford, Faculty of philosophy 1979.
- Augustine. Routledge, London 1989.
- Augustine on Souls and Bodies. In: A. Alberti (Hrsg.), Logica, mente e persona. Studi sulla filosofia antica. Olschki, Florenz 1990.